# Erwin Nessl
Erwin Hermann Nessl (ur. w 1903, zm. ?) – zbrodniarz nazistowski, członek załogi niemieckiego obozu koncentracyjnego Mauthausen-Gusen i SS-Mann.
Z zawodu piekarz. Członek Waffen-SS. Od 24 maja do 26 sierpnia 1944 pełnił służbę w obozie głównym Mauthausen jako wartownik w komandach więźniarskich, a także konwojował dwa transporty więźniów do podobozu Linz III w czerwcu i sierpniu 1944. W sumie uczestniczyło w nich około 3000 tysiące więźniów. Z kolei od 27 sierpnia 1944 do 5 maja 1945 Nessl pełnił służbę jako strażnik w podobozie Linz III.
Po zakończeniu wojny zasiadł na ławie oskarżonych w procesie załogi Mauthausen-Gusen (US vs. Hans Bergerhoff i inni), który toczył się przed amerykańskim Trybunałem Wojskowym w Dachau. 23 czerwca 1947 został on skazany na karę 10 lat pozbawienia wolności. Jak zeznał sam Nessl, zdarzało mu się kopać więźniów i bić ich kijem. W wyniku rewizji wyroku 26 lutego 1948 karę zmniejszono do 3 lat pozbawienia wolności. Uznano bowiem, iż oskarżony przyznał się do winy, a dodatkowo żaden z więźniów nie odniósł poważniejszych obrażeń na skutek jego przestępczych czynów.